# Illenschwang

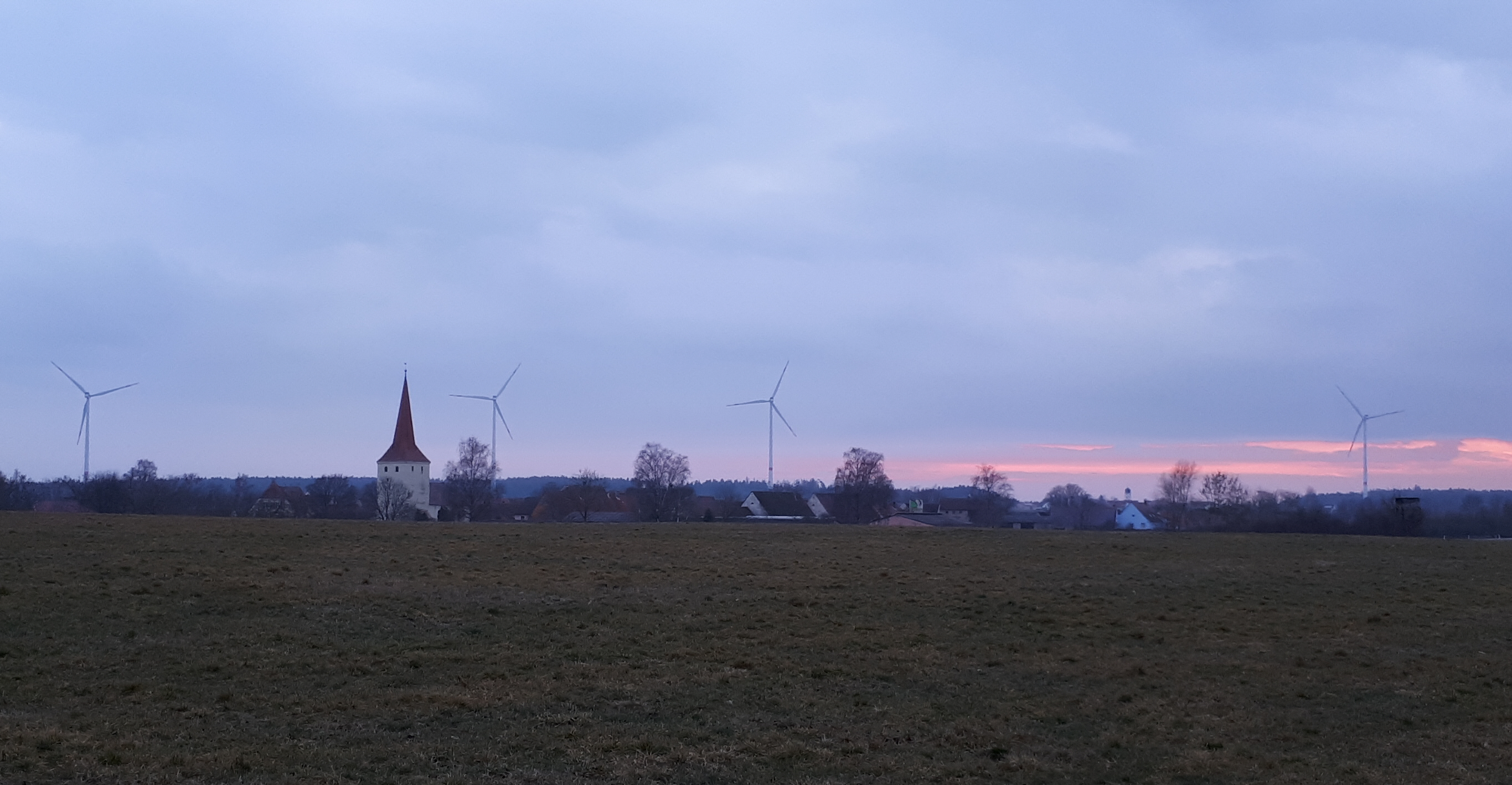
Dorfansicht von Norden aus gesehen: Links Pfarrhaus und Kirche, rechts der alte Dorfkern

Blick auf den Sportplatz mit Dorfweiher

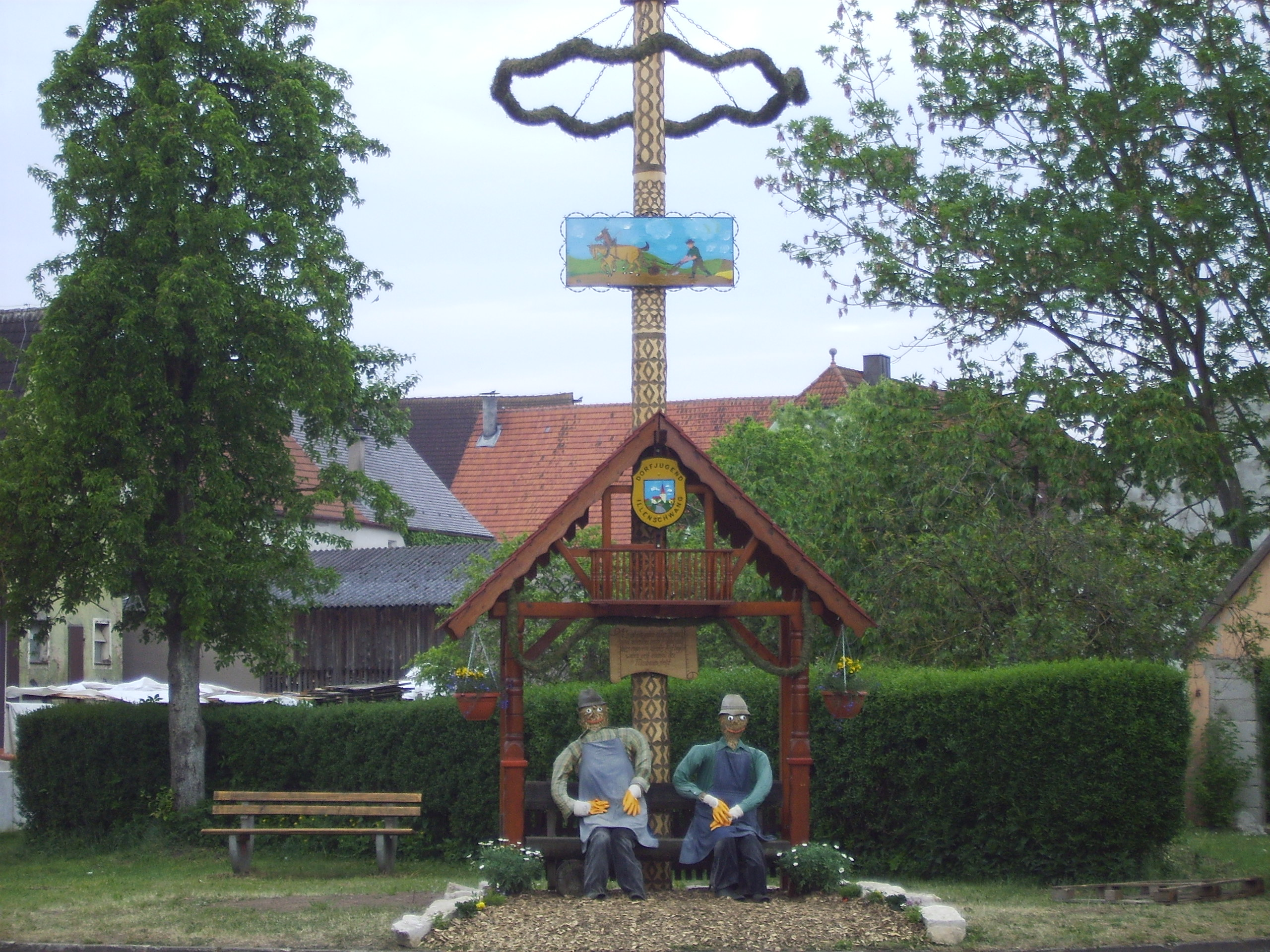
Maibaum der Dorfjugend

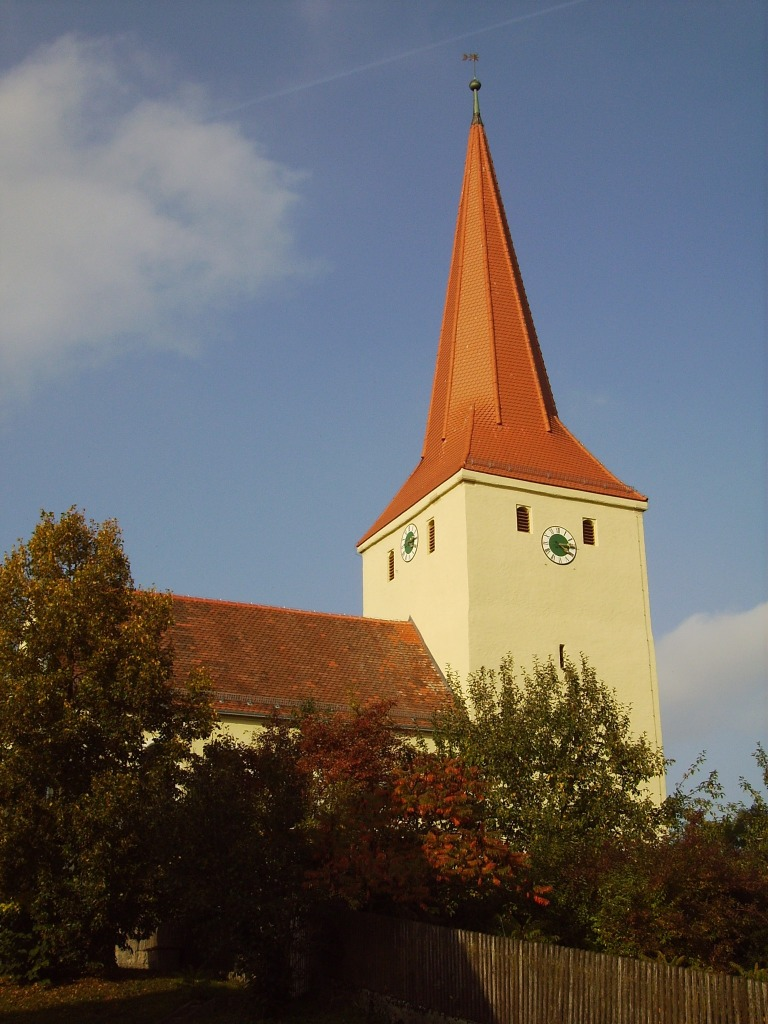
Außenansicht der Sankt-Andreas-Kirche nach Renovierung im Jahr 2005

Illenschwang ist ein Gemeindeteil der Gemeinde Wittelshofen im Landkreis Ansbach (Mittelfranken, Bayern). Die Gemarkung Illenschwang hat eine Fläche von 5,396 km². Sie ist in 519 Flurstücke aufgeteilt, die eine durchschnittliche Fläche von 10.397,09 m² haben.

## Geographie
Durch das Pfarrdorf fließt der Bärbach, ein linker Zufluss der Wörnitz. Der Ort ist von Acker- und Grünland umgeben. Im Süden befindet sich ein Steinbruch im Lias-Alpha, der als Naturdenkmal und Geotop ausgezeichnet ist. 0,5 km nordwestlich liegt das Oberholz, im Norden das Flurgebiet Letten, 0,5 km südöstlich das Hartholz. Die Staatsstraße 2218 führt nach Wittelshofen (5 km östlich) bzw. zur Bundesstraße 25 bei Dinkelsbühl (5,5 km westlich). Gemeindeverbindungsstraßen führen nach Weiltingen zur Staatsstraße 2385 (3,5 km südöstlich), nach Welchenholz (2,5 km südlich) und nach Villersbronn (1,5 km westlich).

## Geschichte

### Entstehung des Ortes
Wahrscheinlich ist Illenschwang eine alemannische Gründung. Dafür spricht der schwäbische Flurname „Wang“ und die Tatsache, dass es unter dem Namen „Maier“ in Illenschwang einen – später in Dienste getretenen – Ortsadel gegeben hat. Der Begriff „Maierhof“ findet sich nur in alemannischen Siedlungen.
Ein Auszug aus der Pfarrbeschreibung von Pfarrer Meinel aus dem Jahre 1833 beginnt mit den Worten: „Über die Entstehung der Pfarrortes und des dazu gehörigen Weilers Welchenholz kann nichts angegeben werden, da sich Nachrichten darüber weder in der Pfarrregistratur noch bei der Gemeinde vorfinden...“.
Wenn die Gründung des Ortes auch zeitlich nicht mehr genau feststellbar ist, so wird doch aus dem Bau der Kirche geschlossen, dass er schon um das Jahr 1000 bestanden haben kann. Der Ort lag nach Angaben von Hauptlehrer Weiß in früherer Zeit abseits der Straße gegen das Bruckholz. Die Bewohner wählten offenbar das Abseits, um von durchziehenden Kriegshorden nicht so oft durchstreift zu werden. Die Kirche war der Straße am nächsten gelegen. Der älteste Bauernhof soll der des „Kirchbauern“, des früheren Bürgermeisters Reichert, gewesen sein.
Die Ureinwohner haben sich offenbar mit herrschaftlichen Untertanen vermischt. Das geht ebenfalls aus einer Notiz in der Pfarrbeschreibung von 1914 hervor: „Sonstig ist das Dorf mit fremder Herrschaft Untertanen genügsam vermischt.“
Viele Unterlagen und Aufzeichnungen wurden im Dreißigjährigen Krieg vernichtet.

### Name
Illenschwang wurde 1246 als „Ullingeswanc“ erwähnt. Ulin ist ein Personenname, der noch im 15. Jahrhundert in der Hesselberggegend vorkam. Somit wäre Illenschwang die Gründung eines Landmannes mit Namen Ulin. Das Grundwort wang bedeutet Feld, Wiese. 
1246 stifteten die Herren von Sinbronn – die Rechenberger – an das Kloster Auhausen einige Güter. Darunter war ihr Maierhof. Dieser muss in der Nordhälfte des Ortes Illenschwang gelegen haben, denn dort gab es den Flurnamen „Maieräcker“.
In Urkunden mittlerer Zeiten wurde der Ort Ullingeswang und Ulligswank genannt. In Aufzeichnungen von Pfarrer Ley (1618–1623) war die Rede von Ülleschwang. Hauptlehrer L. Weiß schreibt dagegen am 23. Mai 1930 in einer Privatmittlung an Landwirtschaftsrat Huber in Dinkelsbühl davon, dass der Name Illenschwang von „Ulrichswang“ herrühren soll.

### Ältere Geschichte
Illenschwang hatte früher ein Adelsgeschlecht. Dies ergibt sich aus der Erwähnung, dass 1300 ein Fritz von Illenschwang als Amtmann für Luitpold den Älteren von Weiltingen tätig war. Die Luitpolds von Weiltingen sind wiederum eine Linie der Luitpolds von Nordenberg in der heutigen Gemeinde Windelsbach. Ein „Fritz von Ulligeswanc“ ist 1319 Knecht des Truchsessen Gerung und Cunrat von Wilburgstetten.
Mit dem großen Ausverkauf der rechenbergischen Herrschaft Sinbronn–Wilburgstetten–Limburg (bei Wilburgstetten) kam Illenschwang 1405 an die Burggrafen von Nürnberg. 1431 kam der Ort über ein Konsortium Dinkelsbühler Bürger an die Reichsstadt Dinkelsbühl, die fortan die niedere und hohe Gerichtsbarkeit beanspruchte. Diese wurde ihr allerdings sowohl von Brandenburg-Ansbach als auch von Oettingen-Spielberg streitig gemacht, ebenso der Kirchweihschutz.
Im Dreißigjährigen Krieg starb die Bevölkerung des Ortes fast ganz aus. Später ist der Ort von den Überlebenden an der jetzigen Stelle wieder aufgebaut worden.
Ein bewegtes Jahr war 1732. Mit Frau und fünf Kindern schloss sich der Weber Andreas Gaar einem Auswanderungszug in die USA (Pennsylvania) an, angetrieben von der pietistischen Bewegung. Die Nachkommenschaft dieser Familie soll zwischenzeitlich auf 30.000 angewachsen sein.

### Neuere Geschichte
Gegen Ende des 18. Jahrhunderts gab es in Illenschwang 25 Anwesen. Die Dorf- und Gemeindeherrschaft beanspruchte die Reichsstadt Dinkelsbühl. Sie wurde allerdings von Brandenburg-Ansbach nicht anerkannt. Grundherren waren
- ansbachische Ämter (9 Anwesen; Verwalteramt Auhausen: 1 Hof, 1 Halbhof, 2 Söldengüter, 1 Söldenhaus; das Kastenamt Wassertrüdingen: 1 Badstube, 1 Gut, 1 Gütlein, 1 Haus)
- Frühmesse Sinbronn (1 Halbhof)
- das württembergische Oberamt Weiltingen (2 Höfe, 1 Haus)
- die Reichsstadt Dinkelsbühl (10 Anwesen; Evangelische Kirchenpflege: 1 Hofgut; Hintere-Stuben-Pflege: 1 Gut; katholische Kirchenpflege: 1 Wirtschaftsgut; Ratsamtspflege: 2 Güter; Siechenpflege: 3 Güter; Spital: 1 Gut; Stipendiatenpflege: 1 Söldengut)

1 Wirtschaft und 1 Gütlein waren freieigen. Außerdem gab es eine Kirche, ein Pfarrhaus, eine Gemeindehirten- und eine Gemeindeschafhaus.
Von 1797 bis 1808 unterstand der Ort dem Justiz- und Kammeramt Wassertrüdingen.
1806 kam Illenschwang an das Königreich Bayern. Infolge des Gemeindeedikts wurde 1809 der Ort dem Steuerdistrikt und Ruralgemeinde Wittelshofen zugewiesen. 1813 wurde die Ruralgemeinde Illenschwang gebildet, zu der Neumühle und Wörnitzhofen gehörten. Mit dem Zweiten Gemeindeedikt (1818) entstanden zwei Ruralgemeinden:
- Illenschwang mit Neumühle und Villersbronn
- Wörnitzhofen.[11][12]

Welchenholz wurde erst am 1. Oktober 1827 von Sinbronn nach Illenschwang umgemeindet. Die Gemeinde hatte seitdem eine Gebietsfläche von 10,065 km².
Die Gemeinde Illenschwang war in Verwaltung und Gerichtsbarkeit dem Landgericht Dinkelsbühl zugeordnet und in der Finanzverwaltung dem Rentamt Dinkelsbühl (1919 in Finanzamt Dinkelsbühl umbenannt, seit 1973 Finanzamt Ansbach). Die Verwaltung übernahm 1862 das neu geschaffene Bezirksamt Dinkelsbühl (1939 in Landkreis Dinkelsbühl umbenannt). Die Gerichtsbarkeit lag beim im gleichen Jahr gebildeten Stadt- und Landgericht Dinkelsbühl (1879 in das Amtsgericht Dinkelsbühl umgewandelt, seit 1973 eine Zweigstelle des Amtsgerichtes Ansbach).
Der chiliastisch-endzeitlich auftretende Pfarrer Samuel Gottfried Christoph Cloeter wirkte von 1861 bis 1880 in Illenschwang. Er löste mehrere Auswanderungswellen am Ort und in weiteren Hesselberggemeinden aus. In Gnadenburg im Kaukasus als dem vermeintlichen Rettungsort bei der Wiederkunft Christi suchten sie eine neue Heimat.
In den beiden Weltkriegen mussten 35 Ortsbürger ihr Leben lassen.
1965 wurden in der Ortschaft der Kanal verlegt und die Straßen mit einer Asphaltdecke überzogen. Außerdem wurde die Staatsstraße 2218 gebaut. 1968 bis 1977 folgte die Flurbereinigung, in den 1980er Jahren eine Dorferneuerung. Ab 1975 entstanden in Richtung Weiltingen zwei Siedlungsgebiete. 1989 bis 1992 wurde ein neues Feuerwehrhaus errichtet. 2000 erweiterte man die Kläranlage, Erdanschlüsse für die Stromversorgung wurden verlegt und neue Straßenlampen angebracht.
Mit der Auflösung des Landkreises Dinkelsbühl im Jahr 1972 kam Illenschwang an den Landkreis Ansbach. Im Zuge der Gebietsreform in Bayern wurde Illenschwang am 1. Juli 1972 nach Wittelshofen eingemeindet. Neumühle, Villersbronn und Welchenholz wurden nach Wilburgstetten umgegliedert.
Seit 2006 findet das Metal-Festival Summer Breeze in unmittelbarer Nähe von Illenschwang statt, obwohl als Veranstaltungsort Dinkelsbühl genannt wird.

### Baudenkmäler
In Illenschwang gibt es drei Baudenkmäler:
- Haus Nr. 25: Gasthaus zur Sonne, zweigeschossiger Satteldachbau mit Putzgliederungen, bez. 1686.
- Evangelisch-lutherische Pfarrkirche, ehemals St. Andreas, Chorturm mit angefügter Sakristei, wohl 14. Jahrhundert, neuromanisches Langhaus von 1859; mit Ausstattung; Teil der ehemaligen Friedhofsmauer, wohl spätmittelalterlich.
- Friedhofskreuz, eisern, mit Corpus aus Gusseisen, wohl 1907.

ehemaliges Baudenkmal
- Haus Nr. 18: Gasthaus zum Adler. Am schmucklosen, zweigeschossigen Putzbau (vermutlich noch 18. Jahrhundert) schmiedeeiserner Ausleger mit Reichsadler (Blechschild), wahrscheinlich bereits 19. Jahrhundert.[18]

### Bodendenkmäler
In der Gemarkung Illenschwang gibt es sieben Bodendenkmäler, darunter
- Burgstall Illenschwang[17]

### Einwohnerentwicklung
Gemeinde Illenschwang
| Jahr      | 1818   | 1840   | 1852   | 1855   | 1861   | 1867   | 1871   | 1875   | 1880   | 1885   | 1890   | 1895   | 1900   | 1905   | 1910   | 1919   | 1925   | 1933   | 1939   | 1946   | 1950   | 1952   | 1961   | 1970   |
| Einwohner | 240    | 385    | 388    | 403    | 434    | 404    | 413    | 414    | 419    | 424    | 412    | 412    | 404    | 408    | 422    | 410    | 410    | 396    | 388    | 626    | 570    | 498    | 443    | 434    |
| Häuser    | 45     | 73     |        |        |        |        | 82     |        |        | 89     | 85     |        | 88     |        |        |        | 79     |        |        |        | 82     |        | 90     |        |
| Quelle    | [ 20 ] | [ 13 ] | [ 21 ] | [ 21 ] | [ 22 ] | [ 23 ] | [ 24 ] | [ 25 ] | [ 26 ] | [ 27 ] | [ 28 ] | [ 21 ] | [ 29 ] | [ 21 ] | [ 30 ] | [ 21 ] | [ 31 ] | [ 21 ] | [ 21 ] | [ 21 ] | [ 32 ] | [ 21 ] | [ 14 ] | [ 33 ] |

Ort Illenschwang
| Jahr      | 001818 | 001840 | 001861 | 001871 | 001885 | 001900 | 001925 | 001950 | 001961 | 001970 | 001987 | 002006 | 002016 |
| Einwohner | 177    | 185    | 230    | 218    | 238    | 226    | 236    | 295    | 249    | 253    | 243    | *294   | *289   |
| Häuser    | 32     | 36     |        |        | 49     | 49     | 44     | 45     | 52     |        | 66     |        |        |
| Quelle    | [ 20 ] | [ 13 ] | [ 22 ] | [ 24 ] | [ 27 ] | [ 29 ] | [ 31 ] | [ 32 ] | [ 14 ] | [ 33 ] | [ 34 ] | [ 2 ]  | [ 2 ]  |

### Wappen
Das Wappen von Illenschwang zeigt die St.-Andreas-Kirche, das Gemeinde- und das Pfarrhaus.

## Religion
Der Ort ist Sitz der Pfarrei St. Andreas und ist seit der Reformation evangelisch-lutherisch geprägt. Zur evangelisch-lutherischen Kirchengemeinde Illenschwang mit Welchenholz gehören ca. 300 Personen. Die Kirchengemeinden Illenschwang und Sinbronn mit Dürrwangen bilden zusammen eine Pfarrstelle. Kirchweih wird am 1. Sonntag nach Trinitatis (zwei Wochen nach Pfingsten) gefeiert.
Die Katholiken sind nach St. Margareta (Wilburgstetten) gepfarrt.